# تنمية
التنمية هي عنصر أساسي للاستقرار والتطور الإنساني والاجتماعي، وهي عملية تطور شامل أو جزئي مستمر وتتخذ أشكالاً مختلفة تهدف إلى الرقي بالوضع الإنساني إلى الرفاه والاستقرار والتطور بما يتوافق مع احتياجاته وإمكانياته الاقتصادية والاجتماعية والفكرية، وتعتبر وسيلة الإنسان وغايته.

## تعريف التنمية
تعددت الآراء حول تعريف التنمية ويمكن إيرادها فيما يلي:
- عملية معقدة شاملة تضم جوانب الحياة الاقتصادية والسياسية والاجتماعية والثقافية والايدولوجية.
- الشكل المعقد من الإجراءات أو العمليات المتتالية والمستمرة التي يقوم بها الإنسان للتحكم بقدر ما في مضمون واتجاه وسرعة التغير والثقافي والحضاري في مجتمع من المجتمعات بهدف إشباع حاجاته.
- ظاهرة اجتماعية نشأت مع نشأة البشر المستقر فزاد الإنتاج وتطورت التجارة وظهرت الحضارات المختلفة على أرض المعمورة.
- نشاط مخطط يهدف إلى إحداث تغيرات في الفرد والجماعة والتنظيم من حيث المعلومات والخبرات ومن ناحية الأداء وطرق العمل، ومن ناحية الاتجاهات والسلوك مما يجعل الفرد والجماعة صالحين لشغل وظائفهم بكفاءة وإنتاجية عالية.

ومن خلال ما سبق فإن هذه التعاريف تشترك في عدة نقاط أهمها:
1. تعتبر التنمية عملية شاملة ومستمرة.
2. التنمية هي عملية تغيير ونقل للمجتمع نحو الأحسن مع الانتفاع من التغيير.
3. تهدف التنمية إلى تنمية الموارد والإمكانيات الداخلية للمجتمع.

وقد أصطلحت هيئة الأمم المتحدة عام 1956 على تعريف التنمية بأنها «العمليات التي بمقتضاها توجه الجهود لكل من الأهالي والحكومة بتحسين الأحوال الاقتصادية والاجتماعية والثقافية في المجتمعات المحلية لمساعدتها على الاندماج في حياة الأمم والإسهام في تقدمها بأفضل ما يمكن».

## أشكال التنمية
التنمية البشرية والتنمية المستدامة مكونة التنمية الشاملة، والتنمية البشرية هي التنمية التي تختص رفع قدرات ومهارات البشر بكل المجالات والتنمية المستدامة هي المخرجات الناتجة عن التنمية البشرية، وهي كل ما ينتجه البشر أو يطوروه في ميادين الطبيعة وهي تكون على إتجاهين إما تنمية شاملة ومتكاملة ومنسجمة أم تنمية في إحدى الميادين الرئيسية بمعزل عن الميادين والمجالات الأخرى، مثل: الميدان الاقتصادى أو السياسي أو الاجتماعي أو الميادين الفرعية كالتنمية الصناعية أو التنمية الزراعية أو التنمية السياحية، ويمكن القول بأنها عملية تغيير إقتصادي واجتماعى على نحو إيجابي، أو عبارة عن تنفيد مخططات ذات أهداف متوسطة أو بعيدة المدى يقوم بها الإنسان للانتقال بالمجتمع والظروف الإقتصادية والإنسانية والبيئية المحيطة به إلى وضع أفضل، بإعتماد الحكم الرشيد بما يتوافق مع احتياجاته وإمكاناته الاقتصادية والاجتماعية والفكرية دون الإضرار بالبيئة والتراث الإنساني وحقوق الإنسان وحقوق الحيوان والمكتسبات الحقوقية والسياسية والإنسانية وهو ما يصطلح عليه بالتنمية المستدامة.
ويقصد بالتنمية المتكاملة أو المندمجة هي تلك العملية التي ينتج عنها زيادة فرص حياة بعض الناس في مجتمع ما دون نقصان فرص حياة البعض الأخر في نفس الوقت، ونفس المجتمع، وهي زيادة محسوسة في الإنتاج والخدمات، شاملة ومتكاملة ومرتبطة بحركة المجتمع تأثيراً وتأثراً، مستخدمة في ذلك الأساليب العلمية الحديثة في التكنولوجيا والتنظيم التسيير والإدارة .

## اقرأ أيضًا
- تنمية مستدامة
- تنمية اقتصادية
- تنمية بشرية
- الحكم الرشيد
- دراسات التنمية
- الأمن البشري
- النقد الاجتماعي
- نظرية التنمية
- العملية التنموية
- تراجع النمو
- برنامج الأمم المتحدة الإنمائي